# Dolmen de Laumède
Le dolmen de Laumède (ou de l'Aumède), appelé aussi Lou Géion (« le géant »), est un dolmen situé sur le causse de Sauveterre, sur le territoire de la commune de Chanac, dans le département de la Lozère en France.

## Historique
Le dolmen est signalé en 1839 par Jean-Joseph-Marie Ignon (1772-1857), imprimeur et érudit local, « comme l'un des mieux conservés du département ». Le dolmen a été fouillé en 1867 par le docteur Prunières, puis à nouveau en 1875. Il a été restauré en 1981 par Gilbert Fages. Au début du XXe siècle, le dolmen est appelé aussi dolmen de l'Aumède-Bas pour le distinguer d'un second dolmen, dit dolmen de l'Aumède-Haut, situé à environ 500 m au sud-ouest du premier, en assez mauvais état désormais disparu.

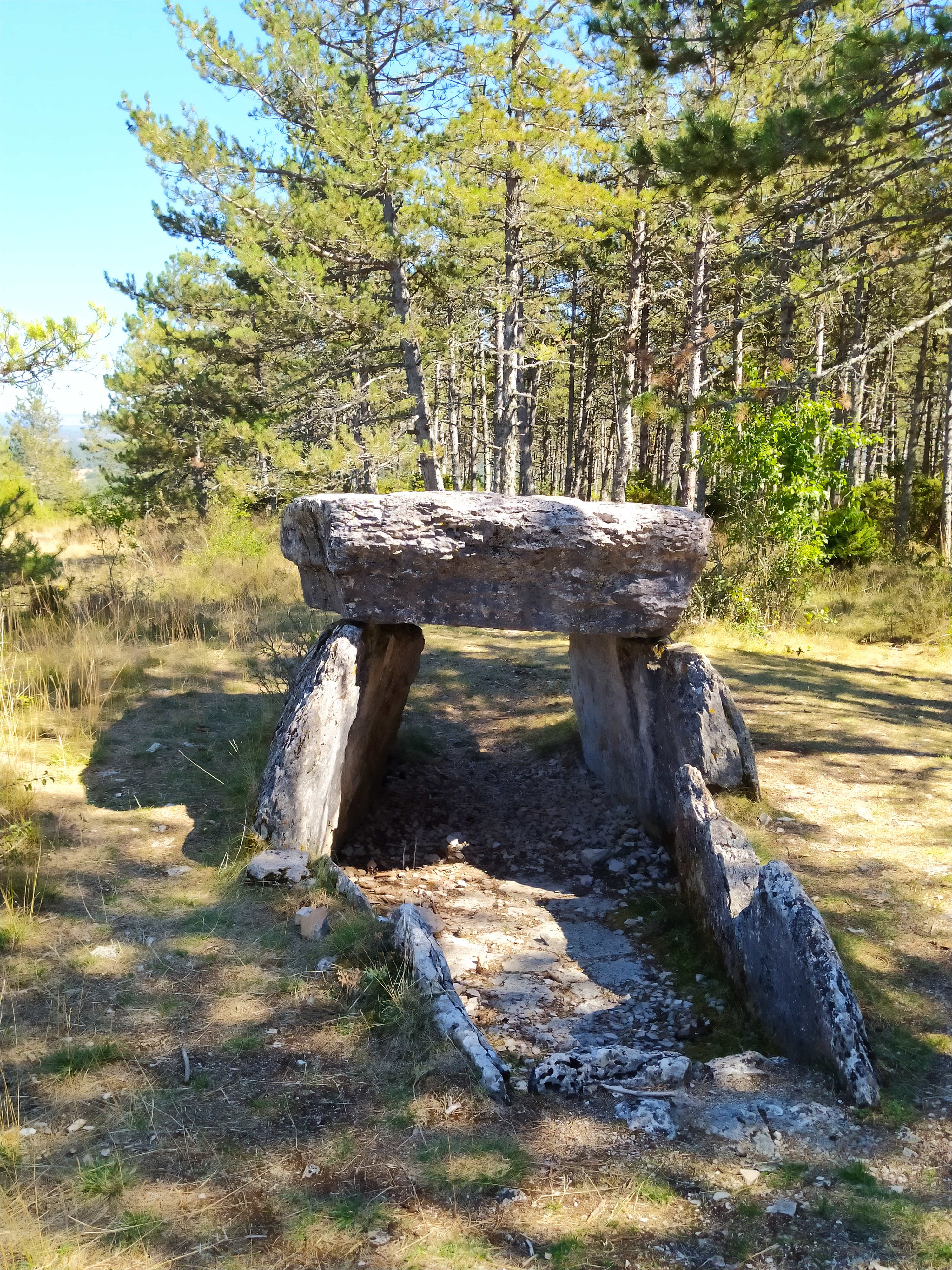
Seconde chambre au premier plan.

## Description
Le dolmen a été édifié sur une hauteur à 924 m d'altitude. Le tumulus est de forme légèrement ovalaire, il englobe deux chambres emboîtées. La première ouvre à l'est. De forme légèrement trapézoïdale (2,50 m de long sur 1,50 à 2 m de large), elle est recouverte d'un épaisse dalle de 3,12 m de long sur 3,10 m de large et 0,55 m d'épaisseur dont le poids est estimé à 10,4 tonnes. Une seconde chambre lui est accolé côté ouest, également de forme trapézoïdale (2 m de long sur 1 à 1,30 m de large), de moindre hauteur, qui a perdu sa couverture. La seconde chambre a été construite avec des matériaux peu robustes et sa construction est plus récente. 

## Matériel archéologique
Le matériel archéologique découvert comprend quelques silex et des éléments de parure (perles en pâte de verre bleu à points blancs, objets en bronze). Prunières recueillit près de 2 000 fragments d'os calcinés attribués à douze individus différents et pu reconstituer quatre crânes dont un comportant une fracture cicatrisée correspondant à un coup violent porté par un objet contondant (enfoncement de l'exocrâne avec saillie dur l'endocrâne). L'étude de la blessure indique que le sujet a survécu au choc (os ressoudé). Lors de la restauration du dolmen en 1981, un petit matériel archéologique a été découvert : pendeloque sur os, pendeloque sur dent d'animal et une pointe de flèche crénelée caractéristique de l'Âge du cuivre. Quinze tessons de céramique non tournées ont été attribué au Bronze final. 
Deux tessons de poterie attribués à l'époque gallo-romaine et au Moyen Âge attestent d'une fréquentation ultérieure.